# Punta Michelis
La Punta Michelis (3.154 m s.l.m. )è una montagna del Gruppo del Monviso nelle Alpi Cozie.

## Descrizione
La montagna si trova nei pressi della Punta Dante dalla quale è separata dal Colletto Dante.
Dalla vetta si ha un'ottima visuale sulla parete sud del Monviso.

## Salita alla vetta
Si può salire sulla vetta partendo da Castello frazione di Pontechianale. Da Castello si prende il sentiero che risale il Vallone di Vallanta verso il Rifugio Vallanta. Si abbandona il sentiero principale per inoltrarsi nel Vallone delle Giargiatte oppure più avanti per inoltrarsi nel Vallone delle Forciolline. Nel primo caso si passa per il Bivacco Bertoglio e poi si risale al Passo Fiorio e Ratti (3.040 m) e poi da sud al Colletto Dante (3.100 m). Nel secondo caso, seguendo il Sentiero Ezio Nicoli, si risale il vallone delle Forciolline, si raggiunge il Bivacco Boarelli. Abbandonato il sentiero Ezio Nicoli si risale da nord al Colletto Dante. Dal colletto la vetta è raggiungibile per la sua cresta sud-ovest.